# Cuiseaux Intercom’
Die Cuiseaux Intercom’ war ein französischer Gemeindeverband mit der Rechtsform einer Communauté de communes im Département Saône-et-Loire in der Region Bourgogne-Franche-Comté. Sie wurde am 27. Dezember 1991 gegründet und umfasste neun Gemeinden. Der Verwaltungssitz befand sich im Ort Varennes-Saint-Sauveur.

## Historische Entwicklung
Der Gemeindeverband hieß ursprünglich Communauté de communes du Canton de Cuiseaux und wurde auf seine aktuelle Bezeichnung umbenannt.
Am 1. Januar 2017 wurde der Gemeindeverband mit der Communauté de communes Cœur de Bresse zur neuen Bresse Louhannaise Intercom’ zusammengeschlossen.

## Ehemalige Mitgliedsgemeinden
| Gemeinde               | Einwohner 1. Januar 2022 | Fläche km² | Dichte Einw./km² | Code INSEE | Postleitzahl |
| ---------------------- | ------------------------ | ---------- | ---------------- | ---------- | ------------ |
| Champagnat             | 464                      | 12,88      | 36               | 71079      | 71480        |
| Condal                 | 460                      | 13,18      | 35               | 71143      | 71480        |
| Cuiseaux               | 1.853                    | 21,26      | 87               | 71157      | 71480        |
| Dommartin-lès-Cuiseaux | 819                      | 18,86      | 43               | 71177      | 71480        |
| Flacey-en-Bresse       | 412                      | 13,72      | 30               | 71198      | 71480        |
| Frontenaud             | 726                      | 15,19      | 48               | 71209      | 71480        |
| Joudes                 | 359                      | 11,16      | 32               | 71243      | 71480        |
| Le Miroir              | 593                      | 18,48      | 32               | 71300      | 71480        |
| Varennes-Saint-Sauveur | 1.116                    | 30,16      | 37               | 71558      | 71480        |

## Aufgaben
Der Gemeindeverband war in verschiedenen Bereichen tätig, einerseits auf Gebieten, für die er von Gesetzes wegen verpflichtet war, andererseits auch in Bereichen, die ihm von den Gemeinden übertragen wurden. 
In seinen Aufgabenbereich fielen folgende Agenden:
- Er verbesserte die wirtschaftliche Entwicklung durch Schaffung von Gewerbegebiete, wie beispielsweise Milleure.
- Er war verantwortlich für Raumplanung und -ordnung.
- Er betrieb Umweltschutz, unterhält die Wasserläufe, stellt die Wasserversorgung sicher und unterhält Straßen und Verkehrswege.
- Er betrieb Kultur-, Sport- und Freizeiteinrichtungen: Gymnasium, Schwimmbad, Freizeitpark Louvarel[1] und Bibliothek.
- Er unterhielt Familieneinrichtungen für Freizeitgestaltung, Kinderkrippen und Kindertagesstätten, Mütterbetreuung.
- Er setzte sich für den Schulbetrieb ein, wie Schulmobiliar, Schulmaterial, Schultransporte, Subventionen etc.
- Er sorgte für die Dienstleistungen zugunsten der Bevölkerung in einem landwirtschaftlichen Gebiet.
- Er war Besitzer der Gebäude für Gendarmerie, Finanzverwaltung, Gesundheitszentren in Cuiseaux und Varennes-Saint-Sauveur.